# Gastrophrynoides
Gastrophrynoides é um gênero de anfíbios da família Microhylidae.
As seguintes espécies são reconhecidas:
- Gastrophrynoides borneensis (Boulenger, 1897)
- Gastrophrynoides immaculatus Chan, Grismer, Norhayati & Daicus, 2009